# Casey Minson
Casey Minson (* 10. Oktober 1985 in Fremantle, Western Australia) ist ein ehemaliger kanadisch-australischer Eishockeyspieler, der mit den Newcastle North Stars 2005, 2006 und 2008 den Goodall Cup, die australische Landesmeisterschaft, gewinnen konnte.

## Karriere
Casey Minson begann seine Karriere im Jugendbereich der Adelaide Avalanche. Anschließend wechselte er für ein Jahr nach Kanada, wo er für Osoyoos Storm in der KIJHL und die Penticton Vees in der British Columbia Hockey League spielte. Im Frühjahr 2005 kehrte nach Australien zurück und spielte bis 2010 für die Newcastle North Stars in der Australian Ice Hockey League. 2005, 2006 und 2008 konnte er mit den Nordsternen den Goodall Cup, die australische Meisterschaft, gewinnen. Hinzu kamen 2009 der V.I.P. Cup und 2010 die H Newman Reid Trophy, jeweils für den Hauptrundensieg der AIHL. 2011 wechselte er zu den Northern Vikings in die zweitklassige WASL aus Western Australia, spielte aber in der Saison 2012 daneben auch für den AIHL-Club Gold Coast Blue Tongues. Nach der Saison 2013 beendete er seine Karriere.
Im Sommer der südlichen Hemisphäre zolg es ihn immer wieder auf die Nordhalbkugel und er spielte in Kanada für die Fort Saskatchewan Traders in der Alberta Junior Hockey League in der Türkei für den Anka Spor Kulübü in der Superliga sowie in Deutschland für den SC Forst in der Eishockey-Landesliga Bayern, Preußen Krefeld in der Oberliga West und den Darmstadt Dukes in der Regionalliga West.

### International
Im Nachwuchsbereich war Minson bei den U20-Weltmeisterschaften 2004 in der Division II und 2005 in der Division II.
Für die australische Herren-Nationalmannschaft debütierte Minson bei der Weltmeisterschaft 2008, als den „Aussies“ durch den Sieg beim Heimturnier in Newcastle der erstmalige Aufstieg in die Division I gelang. Dort spielte er dann bei der Weltmeisterschaft 2009, als die Mannschaft den sofortigen Wiederabstieg hinnehmen musste. Anschließend wurde er nicht mehr für das Nationalteam nominiert.

## Erfolge und Auszeichnungen
- 2004 Aufstieg in die Division II bei der U20-Weltmeisterschaft der U20-Junioren 2004
- 2005 Gewinn des Goodall Cups mit den Newcastle North Stars
- 2006 Gewinn des Goodall Cups mit den Newcastle North Stars
- 2008 Aufstieg in die Division I bei der Weltmeisterschaft der Division II, Gruppe B
- 2008 Gewinn des Goodall Cups mit den Newcastle North Stars
- 2009 Gewinn des V.I.P. Cups mit den Newcastle North Stars
- 2010 Gewinn der H Newman Reid Trophy mit den Newcastle North Stars